# Villanueva (Honduras)
Villanueva es un municipio del departamento de Cortés en la República de Honduras. Este municipio se fundó originalmente en 1871 por algunos pobladores que venían del vecino departamento de Santa Bárbara para sembrar en sus tierras, pero hasta el 8 de marzo de 1945 recibe el título de ciudad.

## Toponimia
Se llamó Villanueva desde su reubicación, al ser la villa de más reciente creación del municipio.

## Historia
El municipio se creó un 28 de agosto de 1871, por un grupo reducido de pobladores provenientes de Santa Bárbara para sembrar en sus tierras. Primordialmente, caña de azúcar y bananos, ya que está enclavada en pleno Valle de Sula. 
Antiguamente, Villanueva era una aldea que se llamaba Llano Viejo y por motivo de inundaciones en el sector fue reubicada al sitio donde está actualmente llamándola con el nuevo nombre de aldea Villanueva, hasta su creación como municipio el 28 de agosto de 1871.
Pero, no se declararía ciudad hasta marzo de 1945. Durante ese tiempo, como en casi todo el país, no había una adecuada pavimentación.
Durante los años 1980, la ciudad se industrializó, atrayendo a más población al municipio gracias a las oportunidades de trabajo que se dieron con la llegada e instalación de las fábricas en los alrededores del municipio. La inmigración fue tal que hasta llegó a haber problemas con el servicio de agua potable, por ende, se tuvo que racionar, medida que perdura hasta hoy en día. 
A partir de los años 1990, gracias a una reforma de a la ley de municipalidades, el municipio recauda mayores ingresos gracias a los impuestos, lo cual le permitió una modificación estética con la pavimentación de sus carreteras, reconstrucción del centro municipal y más obras de infraestructura.
Es uno de los principales municipios productores de caña de azúcar, por esto es llamada "La ciudad que endulza a Honduras".
Uno de sus más destacados alcaldes fue José Felipe Borjas
, que formó parte durante el período que se pavimentaron las calles principales de Villanueva, Cortes. Tiempo en el que comenzaba el desarrollo de Villanueva con la llegada de las maquilas.

## Geografía
Villanueva se encuentra enclavada en el Valle de Sula con cerros en sus alrededores. Al occidente se encuentra la Sierra de Omoa y al este, leves elevaciones de hasta 300 metros sobre el nivel del mar. Sus tierras son aptas para el cultivo debido a que su posición en un valle fértil hacen de este municipio productivo para los cultivos, sobre todo de banano y caña.
Al norte se encuentra el municipio de San Pedro Sula, al sur con el municipio de Pimienta, al suroeste con San Antonio, al oeste con el departamento de Santa Bárbara y al este con el municipio de San Manuel. El municipio abarca 349.3 kilómetros cuadrados.

## Hidrografía
El municipio de Villanueva está cruzado por los dos ríos más grandes de Honduras, que son el Río Chamelecón y Río Ulúa.
El Río Chamelecón recorre el norte del municipio, utilizado como frontera municipal entre San Pedro Sula y Villanueva, en su zona se encuentran muchas plantaciones de caña de azúcar conocidas como cañeras. Recorre casi toda la frontera municipal de oeste a este.
El Río Ulúa recorre la frontera municipal entre Villanueva y San Antonio de Cortés, al suroeste del municipio, y en ella se encuentran varias plantaciones de maíz, plátanos, caña de azúcar.
El resto de fuentes naturales de agua son generalmente pequeñas quebradas afluentes a los dos ríos antes mencionados, sobre todo ubicadas en el Sector del Marañón, al oeste del municipio. y pequeñas lagunas localizadas a lo largo del municipio.
Debido al Calentamiento Global, el municipio empieza a desabastecerse de agua, habiendo una existente preocupación de parte de los lugareños. Aunque la racionalización del agua ha estado durante décadas en el municipio, los pozos usados para llevar agua potable hasta los hogares se están secando, e inclusive pequeñas lagunas que estaban hace unos quince años, hoy en día están totalmente secas debido al aumento de la temperatura y baja en las precipitaciones. 
Debido también al aumento de población, algunas quebradas están contaminadas con deshechos domésticos y tóxicos, actualmente siendo utilizados como una red de drenaje.

## Clima
El clima del municipio es Clima ecuatorial de sabana (As). Debido a su posición en el valle, y lo relativamente cerca que está de la costa atlántica. No tiene oscilaciones drásticas de la temperatura y recibe altos grados de humedad atmosférica que llegan a elevar la sensación térmica.
Durante el día la temperatura puede ser de 30 °C y en la noche de 23 °C, aunque con leves diferencias entre el invierno y el verano local.
Con respecto a las precipitaciones. 
Villanueva es levemente más seca que San Pedro Sula y las precipitaciones pueden oscilar entre los 900-1000 mm anuales.
La temperatura mínima más baja que se ha registrado en el municipio fue de 14 °C en 1911.
| Parámetros climáticos promedio de Villanueva, Honduras | Parámetros climáticos promedio de Villanueva, Honduras | Parámetros climáticos promedio de Villanueva, Honduras | Parámetros climáticos promedio de Villanueva, Honduras | Parámetros climáticos promedio de Villanueva, Honduras | Parámetros climáticos promedio de Villanueva, Honduras | Parámetros climáticos promedio de Villanueva, Honduras | Parámetros climáticos promedio de Villanueva, Honduras | Parámetros climáticos promedio de Villanueva, Honduras | Parámetros climáticos promedio de Villanueva, Honduras | Parámetros climáticos promedio de Villanueva, Honduras | Parámetros climáticos promedio de Villanueva, Honduras | Parámetros climáticos promedio de Villanueva, Honduras | Parámetros climáticos promedio de Villanueva, Honduras |
| Mes                                                    | Ene.                                                   | Feb.                                                   | Mar.                                                   | Abr.                                                   | May.                                                   | Jun.                                                   | Jul.                                                   | Ago.                                                   | Sep.                                                   | Oct.                                                   | Nov.                                                   | Dic.                                                   | Anual                                                  |
| ------------------------------------------------------ | ------------------------------------------------------ | ------------------------------------------------------ | ------------------------------------------------------ | ------------------------------------------------------ | ------------------------------------------------------ | ------------------------------------------------------ | ------------------------------------------------------ | ------------------------------------------------------ | ------------------------------------------------------ | ------------------------------------------------------ | ------------------------------------------------------ | ------------------------------------------------------ | ------------------------------------------------------ |
| Temp. máx. media (°C)                                  | 29.0                                                   | 29.5                                                   | 30.0                                                   | 33.1                                                   | 34.1                                                   | 34.4                                                   | 35.5                                                   | 35.5                                                   | 34.6                                                   | 32.8                                                   | 32.0                                                   | 28.7                                                   | 34.5                                                   |
| Temp. mín. media (°C)                                  | 19.3                                                   | 21.3                                                   | 21.2                                                   | 23.0                                                   | 22.1                                                   | 22.2                                                   | 23.5                                                   | 22.9                                                   | 21.9                                                   | 21.1                                                   | 21.7                                                   | 19.5                                                   | 21.4                                                   |
| Lluvias (mm)                                           | 100.9                                                  | 105.1                                                  | 60.3                                                   | 22.6                                                   | 19.7                                                   | 30.1                                                   | 39.7                                                   | 48.4                                                   | 35.6                                                   | 100.9                                                  | 123.5                                                  | 130.8                                                  | 817.6                                                  |
| Fuente: Climadata.org                                  |                                                        |                                                        |                                                        |                                                        |                                                        |                                                        |                                                        |                                                        |                                                        |                                                        |                                                        |                                                        |                                                        |